# Fat Bear Week
Pour les articles homonymes, voir Bear.
La Fat Bear Week (litt. « semaine de l'ours gras ») est une semaine des mois de septembre ou octobre pendant laquelle se conclut un concours informel qui voit des internautes élire le grizzli s'étant manifestement le plus engraissé parmi ses congénères qui préparent leur hibernation en pêchant le saumon dans les Brooks Falls du parc national de Katmai, en Alaska. 
Lancé en 2014 sous le nom de Fat Bear Tuesday (« mardi de l'ours gras »), car la délibération finale a lieu un mardi, l'événement a rapidement gagné en popularité, des webcams permettant d'observer les animaux à distance pendant toute la saison qui précède.

## Contexte
Le parc national de Katmai, en Alaska, abrite une population de plus de 2 000 ours bruns, dont certains peuvent dépasser les 550 kg. Ces ours sont aussi massifs grâce à l'abondance des saumons dont ils se nourrissent dans la rivière Brooks qui traverse le parc, particulièrement au niveau de Brooks Falls. Les ours peuvent en effet avaler jusqu'à 45 kg de saumon en une journée lors des mois d'été et d'automne, ce qui leur permet de gagner jusqu'à 50 % de leur masse sur cette période. À Brooks Falls, les ours peuvent être observés pendant l'été et l'automne en train de pêcher le saumon grâce aux caméras de l'ONG Explore.org.

## Histoire
Le concours est lancé en 2014 par Mike Fitz, un ranger du parc de Katmai, afin de sensibiliser le public aux ours bruns d'Alaska. Alors que seuls quelques milliers de votes sont comptabilisés lors des premières éditions, le concours gagne rapidement en popularité sur Internet. Ainsi, plus d'1,3 million de votes sont comptabilisés lors de l'édition 2023. Un concours Fat Bear Junior est lancé en 2021 qui met en concurrence des oursons. Le vainqueur de ce concours est intégré au tableau final du concours principal de la Fat Bear Week.

## Organisation
Le concours se présente sous la forme d'un tableau éliminatoire dans lequel les ours présélectionnés par l'organisation du concours sont opposés deux à deux. Afin de les aider dans leur choix, les internautes disposent pour chaque ours d'une description, d'une biographie et de deux photos, une prise au début de l'été (fin juin - début juillet) et une à la fin de l'été (fin septembre), lorsque l'ours s'est le plus engraissé. Les critères de vote sont laissés à la discrétion des internautes.
Le tournoi se déroule sur une semaine, du mercredi au mardi (le Fat Bear Tuesday, jour de la finale). Chaque opposition dure 24h, et plusieurs matchs peuvent avoir lieu en même temps.
En parallèle du tournoi, des événements en ligne sont organisés lors de la semaine avec des biologistes et des rangers pour faire connaître les ours, leur environnement et le parc de Katmai.

## Gagnants
- 2014 : 480 Otis
- 2015 : 409 Beadnose
- 2016 : 480 Otis
- 2017 : 480 Otis
- 2018 : 409 Beadnose
- 2019 : 435 Holly
- 2020 : 747
- 2021 : 480 Otis, Fat Bear Junior : un ourson de l'année de 132
- 2022 : 747, Fat Bear Junior : un ourson de l'année précédente de 909
- 2023 : 128 Grazer,  Fat Bear Junior : un ourson de l'année de 806
- 2024 : 128 Grazer, Fat Bear Junior : 909 Junior